# Seelwig

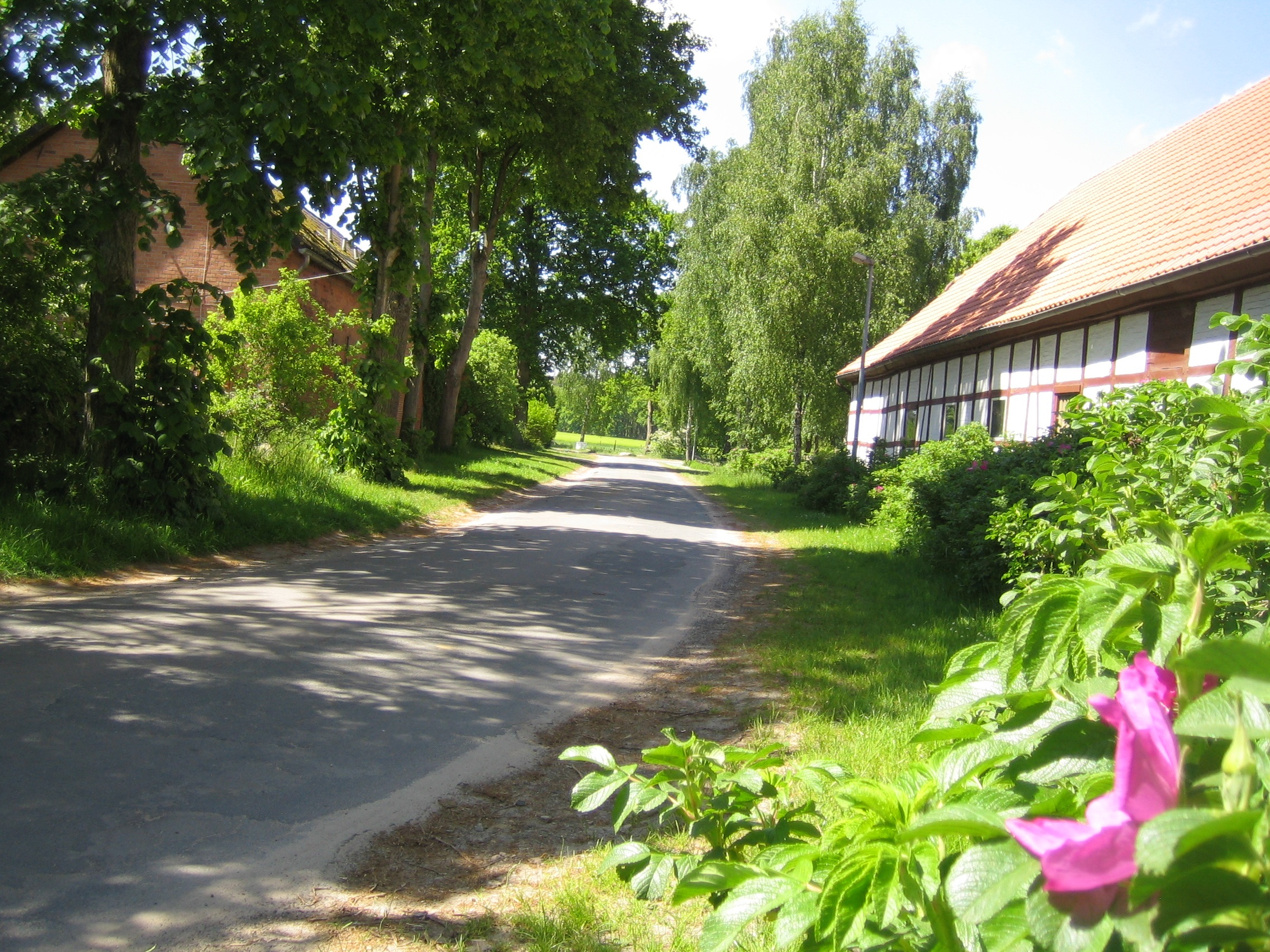
Dorfstraße in Seelwig

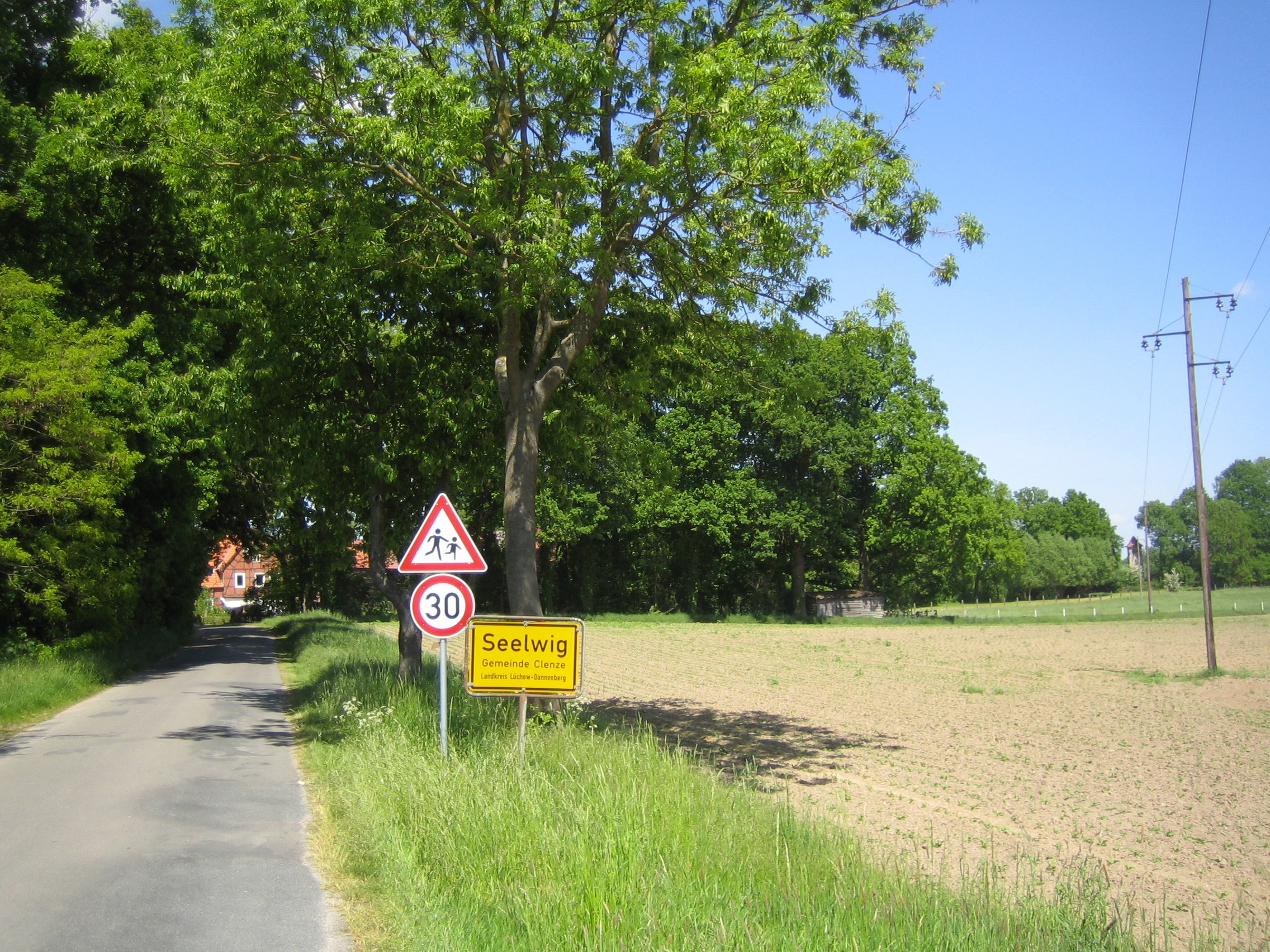
Ortseingang von Süden

Seelwig ist ein Ortsteil der Gemeinde Clenze im niedersächsischen Landkreis Lüchow-Dannenberg.
Das Dorf liegt nördlich vom Kernbereich von Clenze und südlich der B 493.

## Geschichte
Für 1925 werden 50 Einwohner angegeben, für 1933 sind es 39 und für 1939 dann 41.
Am 1. Januar 1961 wurde Seelwig in die Gemeinde Clenze eingegliedert.